# Lejeunea minutissima
Lejeunea minutissima là một loài Rêu trong họ Lejeuneaceae. Loài này được (Sm.) Spreng. mô tả khoa học đầu tiên năm 1827.